# Aeroportul Municipal Fort Sumner
Aeroportul Municipal Fort Sumner (IATA: FSU, ICAO: KFSU, FAA LID: FSU) este un aeroport din New Mexico, Statele Unite ale Americii ce deservește zona Fort Sumner. A fost numit după zona deservită.
Situat la o altitudine de 1.269 m, aeroportul dispune de 2 piste.

## Infrastructură

### Piste
Aeroportul dispune de 2 piste. Pista 03/21 are suprafața de asfalt și dimensiunile 5.802 picioare × 75 picioare. Pista 08/26 are suprafața de asfalt și dimensiunile 5.254 picioare × 60 picioare. 